# Hello Monster
Hello Monster (en hangul, 너를 기억해; romanización revisada, Neoreul gieoghae), también conocida como I Remember You y en español como Te recuerdo, es una serie de televisión surcoreana de misterio emitida por KBS 2TV desde el 22 de junio hasta el 11 de agosto de 2015, protagonizada por Seo In Guk y Jang Na Ra.

## Argumento
El genio Lee Hyun (Seo In Guk) vuelve a casa en Corea, después de que algo de un caso que ha sido enviado desencadena un recuerdo que pensaba que había perdido para siempre. Sin saberlo él y uno de los miembros de su equipo, la detective Cha Ji Ahn (Jang Na Ra), ha sido la que investiga el caso desde hace algún tiempo.
El es consciente de que su padre fue asesinado y su hermano desapareció en extrañas circunstancias que implican un criminal llamado Lee Joon Young (Choi Won Young) a quien tanto quiere encontrar y encarcelarlo. Cada uno busca desentrañar el otro, sin darse cuenta de que han sido arrastrados a un peligrosa trampa por alguien desconocido, no obstante la verdad y el mal están más cerca y mucho más enredados de lo que piensan.

## Reparto

### Personajes principales
- Seo In Guk como Lee Hyun.[3]
  - Hong Hyun Taek como Lee Hyun (joven).
- Jang Na Ra como Cha Ji Ahn.
  - Park Ji So como Cha Ji Ahn (joven).

### Personajes secundarios
- Choi Won Young como Lee Joon Young.
  - Do Kyung Soo como Lee Joon Young (joven).[4]
- Hong Eun Taek como Lee Min. (niño).
- Lee Chun Hee como Kang Eun Hyuk.
- Park Bo-gum como Lee Min.(joven)
- Min Sung Wok como Son Myung Woo.
- Kim Jae Young como Min Seung Joo.
- Son Seung Won como Choi Eun Bok.
- Choi Deok-moon como el amigo de la galería de arte de Lee Hyun.

### Otros personajes
- Shin Dong-mi como Yang Eun-jung.
- Im Ji Eun como Hyun Ji Soo.
- Nam Kyung Eup como Kang Seok Joo.
- Jun Kwang Ryul como Lee Joong Min.
- Tae In-ho como Yang Seung-hoon.
- Do Kyung Soo como Lee Joon Young.
- Shin Jae-ha como Park Dae-young. (ep. 5)
- Seo Young-joo como Lee Jung-ha (invitado, ep. 6-7)
- Ko Kyu-pil como Park So-young.

## Recepción

### Audiencia
En Azul la audiencia más baja y en rojo la más alta, correspondientes a las empresas medidoras TNms y AGB Nielsen.
| Ep. # | Fecha de estreno     | Cuota de pantalla | Cuota de pantalla | Cuota de pantalla | Cuota de pantalla |
| Ep. # | Fecha de estreno     | TNmS              | TNmS              | AGB Nielsen       | AGB Nielsen       |
| Ep. # | Fecha de estreno     | Nacional          | Seúl              | Nacional          | Seúl              |
| ----- | -------------------- | ----------------- | ----------------- | ----------------- | ----------------- |
| 1     | 22 de junio de 2015  | 5.6 %             | 5.4 %             | 4.7 %             | 4.7 %             |
| 2     | 23 de junio de 2015  | 5.6 %             | %                 | 4.7 %             | 4.5 %             |
| 3     | 29 de junio de 2015  | 5.2 %             | 5.8 %             | 4.7 %             | 4.8 %             |
| 4     | 30 de junio de 2015  | 4.9 %             | %                 | 4.0 %             | 4.1 %             |
| 5     | 6 de julio de 2015   | 4.6 %             | %                 | 4.6 %             | 4.8 %             |
| 6     | 7 de julio de 2015   | 5.4 %             | %                 | 4.8 %             | 4.9 %             |
| 7     | 13 de julio de 2015  | 5.0 %             | %                 | 4.7 %             | 4.5 %             |
| 8     | 14 de julio de 2015  | 4.2 %             | 4.7 %             | 4.6 %             | 5.0 %             |
| 9     | 20 de julio de 2015  | 4.5 %             | 4.6 %             | 4.9 %             | 5.1 %             |
| 10    | 21 de julio de 2015  | 4.6 %             | %                 | 5.0 %             | 5.0 %             |
| 11    | 27 de julio de 2015  | 4.7 %             | 5.1 %             | 4.8 %             | 4.9 %             |
| 12    | 28 de julio de 2015  | 4.6 %             | 5.5 %             | 5.0 %             | 5.2 %             |
| 13    | 3 de agosto de 2015  | 4.1 %             | 4.1 %             | 4.5 %             | 4.7 %             |
| 14    | 4 de agosto de 2015  | 4.7 %             | 4.9 %             | 5.3 %             | 5.4 %             |
| 15    | 10 de agosto de 2015 | 4.6 %             | %                 | 4.5 %             | 4.9 %             |
| 16    | 11 de agosto de 2015 | 4.3 %             | 4.3 %             | 5.1 %             | 5.3 %             |

## Banda sonora
1. Dear Cloud - «Remember».
2. Lim Kim - «You, Who».
3. Hong Dae Kwang - «It Shows».
4. Shin Yong Jae (4Men) - «I See You».
5. Ben (BeBe Mignon) - «Hug Me».

## Premios y nominaciones
| Año  | Premio                 | Categoría                           | Nominado      | Resultado |
| ---- | ---------------------- | ----------------------------------- | ------------- | --------- |
| 2015 | 8th Korea Drama Awards | Premio a la alta excelencia, actriz | Jang Na Ra    | Nominado  |
| 2015 | 8th Korea Drama Awards | Premio a la excelencia, actor       | Seo In Guk    | Nominado  |
| 2015 | 8th Korea Drama Awards | Mejor guion                         | Kwon Ki Young | Nominado  |
| 2015 | 4th APAN Star Awards   | Mejor nuevo actor                   | Park Bo Gum   | Nominado  |
| 2015 | 29th KBS Drama Awards  | Mejor actor secundario              | Park Bo Gum   | Ganador   |
| 2015 | 29th KBS Drama Awards  | Premio a la popularidad, actor      | Park Bo Gum   | Ganador   |

## Emisión internacional
- Hong Kong: Now Entertainment (2015) y ViuTV (2016).
- Taiwán: Videoland Drama (2015).

## Adaptaciones
| Año  | País      | Cadena | Nombre               |
| ---- | --------- | ------ | -------------------- |
| 2021 | Tailandia | True4U | คือเธอ (Remember You) |